# Cookøerne ved sommer-OL 2004
Cookøerne deltog ved sommer-OL 2004 i Athen, Grækenland, i perioden fra 13. til 29. august 2004.

## Atletik
Mænd
| Atlet         | Event | Heat     | Heat | Kvartfinale     | Kvartfinale     | Semifinale      | Semifinale      | Finale          | Finale          |
| Atlet         | Event | Resultat | Rang | Resultat        | Rang            | Resultat        | Rang            | Resultat        | Rang            |
| ------------- | ----- | -------- | ---- | --------------- | --------------- | --------------- | --------------- | --------------- | --------------- |
| Harmon Harmon | 100 m | 11.22    | 8    | Gik ikke videre | Gik ikke videre | Gik ikke videre | Gik ikke videre | Gik ikke videre | Gik ikke videre |

Kvinder
| Atlet           | Event  | Kvalifikation | Kvalifikation | Finale          | Finale          |
| Atlet           | Event  | Distance      | Position      | Distance        | Position        |
| --------------- | ------ | ------------- | ------------- | --------------- | --------------- |
| Tereapii Tapoki | Diskos | 48.12         | 40            | Gik ikke videre | Gik ikke videre |